# Delaware (Ohio)
Delaware és una població dels Estats Units a l'estat d'Ohio. Segons el cens del 2000 tenia 25.246 habitants.

## Demografia
Segons el cens del 2000, Delaware tenia 25.243 habitants, 9.520 habitatges, i 6.359 famílies. La densitat de població era de 649,8 habitants/km².
Dels 9.520 habitatges en un 34,7% hi vivien nens de menys de 18 anys, en un 52,1% hi vivien parelles casades, en un 11,1% dones solteres, i en un 33,2% no eren unitats familiars. En el 26,9% dels habitatges hi vivien persones soles el 9,1% de les quals corresponia a persones de 65 anys o més que vivien soles. El nombre mitjà de persones vivint en cada habitatge era de 2,45 i el nombre mitjà de persones que vivien en cada família era de 2,98.
Per edats la població es repartia de la següent manera: un 24,7% tenia menys de 18 anys, un 14,5% entre 18 i 24, un 31% entre 25 i 44, un 18,9% de 45 a 60 i un 10,9% 65 anys o més.
L'edat mediana era de 32 anys. Per cada 100 dones de 18 o més anys hi havia 87,5 homes.
La renda mediana per habitatge era de 46.030 $ i la renda mediana per família de 54.463 $. Els homes tenien una renda mediana de 33.308 $ mentre que les dones 23.668 $. La renda per capita de la població era de 20.633 $. Aproximadament el 6,8% de les famílies i el 9,3% de la població estaven per davall del llindar de pobresa.

## Poblacions més properes
El següent diagrama mostra les poblacions més properes.

## Fills il·lustres
- Frank Sherwood Rowland (1937-2012), químic, Premi Nobel de Química de l'any 1995.